# Bezirk Līgatne
Der Bezirk Līgatne (lettisch Līgatnes novads) war ein Bezirk in Lettland, der von 2009 bis 2021 existierte. Bei der Verwaltungsreform 2021 wurde der Bezirk aufgelöst, seine Gemeinden gehören seitdem zum Bezirk Cēsis.

## Geographie

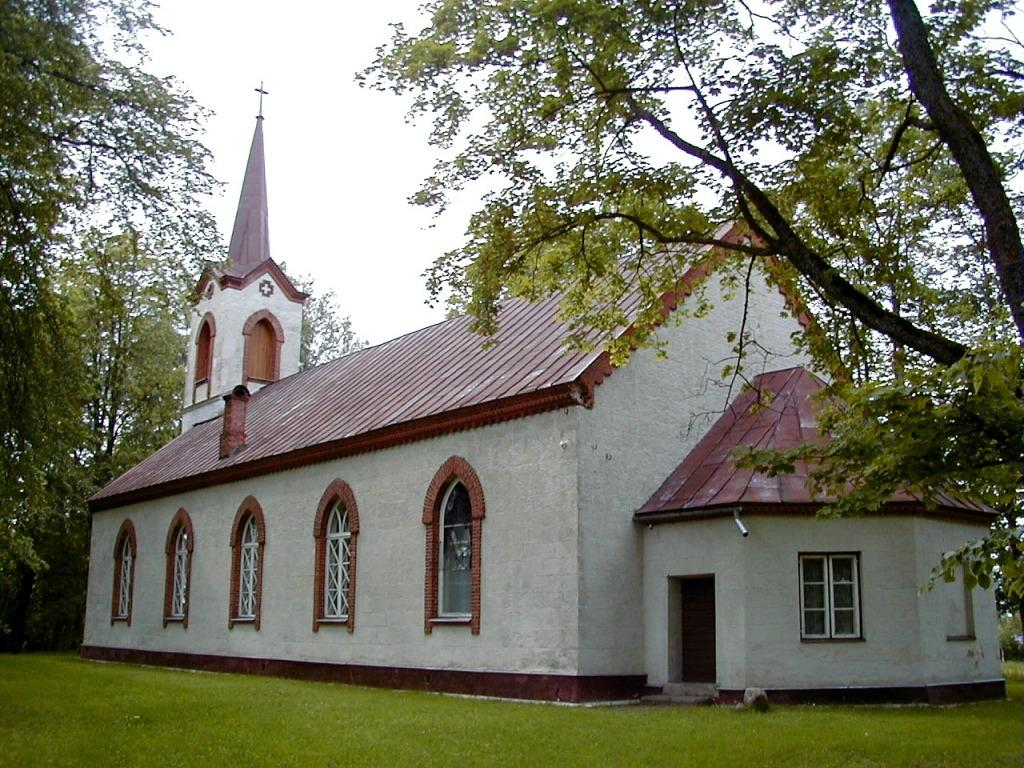
Lutherische Kirche in Ķempji

Der Bezirk lag annähernd in der geographischen Mitte des Landes in der Region Vidzeme, dem historischen Livland, auf dem Gebiet des Nationalparks Gauja. Er bestand seit 2009 aus der Stadt Līgatne und der Landgemeinde Līgatne (Līgatnes pagasts), die wiederum mehrere Ortschaften umfasst, unter anderem Augšlīgatne (Gemeindezentrum), Ķempji, Skaļupes, Ķopas, Vildoga, Vēveri, Ratnieki, Lūsari, Ramas und Sinepes.
Sehenswert sind die 1882 im neugotischen Stil erbaute evangelisch-lutherische Kirche von Ķempji sowie der Vienkoči-Park, ein bei Augšlīgatne gelegener Holzskulpturenpark.

## Bevölkerung
Im Jahr 2010 waren 3743 Einwohner im Bezirk gemeldet.

## Nachweise
1. ↑  Vides aizsardzības un reģionālās attīstības ministrija (Ministerium für Naturschutz und Regionalentwicklung), Karten und Auflistung der Verwaltungseinheiten, abgerufen am 21. Juli 2021
2. ↑  https://timenote.info/lv/Kempju-baznica-Ligatne-Kempji